# Roxas Boulevard

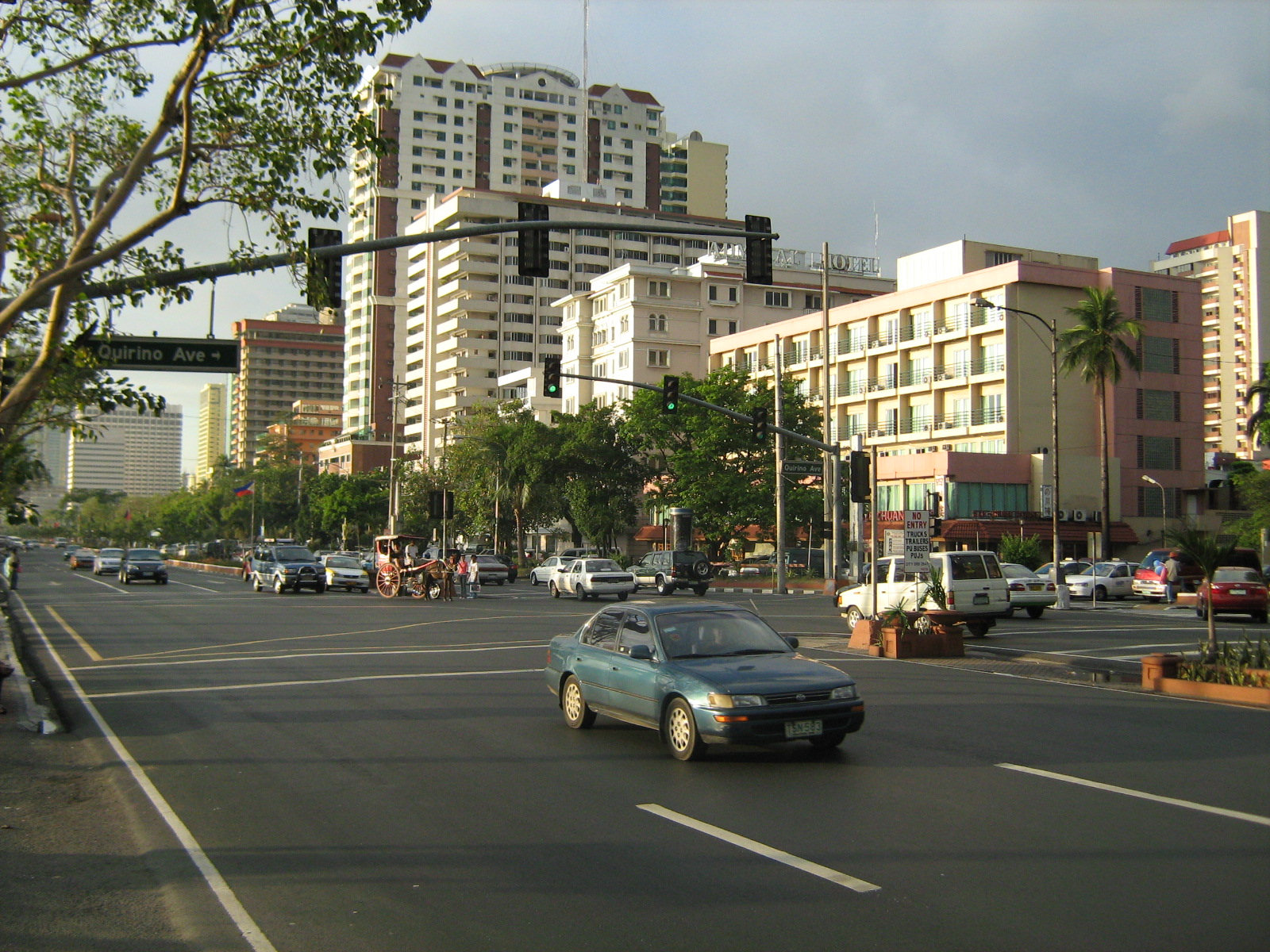
Roxas Boulevard in Manila

Der Roxas Boulevard (früherer Name: Dewey Boulevard) ist ein Boulevard in Metro Manila. Die achtstreifige Hauptverkehrsader verbindet das Zentrum von Manila mit Pasay City und Parañaque City. Es ist eine der wichtigsten Verbindungen im Straßennetz der Metropolregion um die philippinische Hauptstadt und ist als Radial Road 1 ausgewiesen. Die frühere Benennung zu Ehren des US-amerikanischen Admirals George Dewey, der bei der Schlacht in der Bucht von Manila 1898 die spanische Marine schlug, wurde in den 1960er Jahren zu Ehren von Manuel Roxas, dem fünften Präsidenten der Philippinen in Roxas Boulevard geändert. Der Roxas Boulevard verläuft entlang der Uferlinie der Bucht von Manila und ist bekannt für den Blick auf den Sonnenuntergang. Er entwickelte sich so zum Markenzeichen des philippinischen Tourismus, wozu der Yachtclub, mehrere Hotels, gehobene Speiselokale und Parkanlagen beigetragen haben. Die im Verlauf gebogene Straße führt von Norden nach Süden. Der nördliche Endpunkt liegt am Rizal-Park in Manila. Im Süden endet die Straße in Parañaque City an der Kreuzung mit der Ninoy Aquino International Airport Road (kurz: NAIA Road). Südlich davon beginnt der Manila-Cavite Expressway.

## Bauwerke und Einrichtungen

### Parks
- Rizal-Park

### CCP-Complex
- Cultural Center of the Philippines
- Folk Arts Theater
- Manila Film Center
- Star City
- Philippine International Convention Center (CCP-Komplex)
- World Trade Center Metro Manila (CCP-Zomplex)
- ASEAN Garden
- Boom na Boom

### Regierungsgebäude
- Bangko Sentral ng Pilipinas (Zentralbank der Philippinen)
- Ministerium für auswärtige Angelegenheiten
- Finanzministerium
- Philippine Navy
- Senat der Philippinen (GSIS Building)
- Büro des Vizepräsidenten (Coconut Palace)

### Botschaften
- Botschaft der Vereinigten Staaten in Manila
- Japanische Botschaft

### Einkaufszentren
- Uniwide Coastal Mall

### Museen
- Metropolitan Museum of Manila
- Museo Pambata (Central Bank of the Philippines)
- Bangko Sentral ng Pilipinas (Central Bank of the Philippines) Money Museum

### Hotels
- Manila Hotel
- Sofitel Plaza Hotel (CCP-Komplex)
- Heritage Hotel Manila
- Midas Hotel & Casino (ehemals: Hyatt Regency Manila)

### Yacht Club
- Manila Yacht Club

Koordinaten: 14° 34′ 5″ N, 120° 59′ 0″ O